# David T. Holyoak
David Thomas Holyoak (* November 1949) ist ein britischer Ornithologe, Naturschutzbiologe, Malakologe und Bryologe. Sein botanisches Autorenkürzel lautet „Holyoak“.

## Leben
Holyoak absolvierte in den 1970er Jahren ein Biologiestudium an der University of Sussex. 1980 wurde er mit der Dissertation Late Pleistocene sediments and biostratigraphy of the Kennet Valley, England an der University of Reading zum Ph.D. in Geologie promoviert. Anschließend setzte er seine Forschungen über das Quartär mit einem Postdoktorandenstipendium des Natural Environment Research Council an der University of Reading und danach mit Mitteln der Commission for Environmental Cooperation an der University of Nottingham fort. Er war einige Zeit Dozent und dann Senior Lecturer in Physischer Geographie und arbeitete von 1993 bis 2009 als selbständiger botanischer Berater.  Seit seinem Ruhestand lebt er in Portugal.
Von 1972 bis 1976 leitete er ornithologische Forschungen im Südpazifik und erhielt dafür ein Stipendium des Winston Churchill Memorial Trust sowie Zuschüsse des Chapman Memorial Fund des American Museum of Natural History, des International Council for Bird Preservation und der Smithsonian Institution. Er führte auch ornithologische Feldstudien während ausgedehnter Forschungsreisen in Nordamerika, Westindien, Afrika, Sri Lanka, Australien und Malaysia durch.
Holyoak beschrieb die Moos-Hybride Rumex × cornubiensis und Rumex × rosemurphyae sowie die Moosarten Anomobryum bavaricum, Bryum dyffrynense, Bryum austriacum, Anomobryum notarisii, Ptychostomum minii und Ephemerum hibernicum. Zu seinen ornithologischen Erstbeschreibungen zählen der Mangarevarohrsänger (Acrocephalus astrolabii), der Mauritius-Grausittich (Lophopsittacus bensoni), der Mangaialiest (Todiramphus ruficollaris), der Cookinsel-Rohrsänger (Acrocephalus kerearako), die Atiusalangane (Aerodramus sawtelli) sowie die Unterart Petroica pusilla taveunensis des Pazifikscharlachschnäppers, die Unterart Gygis alba leucopes der Feenseeschwalbe, die Unterarten Todiramphus tutus atiu und Todiramphus tutus mauke des Boraboraliests und die Unterart Astrocephalus musae garretti des Forsterrohrsängers. Zu seinen malakologischen Beschreibungen zählen die Lungenschneckenarten Atlantica saproxylophaga und Atlantica anagaensis von den Kanarischen Inseln und die Gattung Peridotitea aus Spanien.
2001 erschien sein Buch Nightjars and their Allies, das von Martin Woodcock illustriert wurde.
2003 erhielt Holyoak den March Botany Award, der vom March Charitable Trust und den Royal Botanic Gardens, Kew gestiftet wurde.

## Schriften
- Breeding biology of the Corvidae. In: Bird Study. Band 14, Nr. 3, September 1967, ISSN 0006-3657, S. 153–168, doi:10.1080/00063656709476159 (tandfonline.com).
- Guide to the Cook Islands Birds. Cook Islands Library and Museum Society, 1980, OCLC 22861582.
- mit Jean-Claude Thibault: Contribution à l’étude des oiseaux de Polynésie orientale. Éditions du Muséum, Paris 1984, ISBN 2-85653-127-X.
- Nightjars and their allies: the Caprimulgiformes. Oxford University Press, New York 2001, ISBN 0-19-854987-3.
- David T. Holyoak: The distribution of bryophytes in Ireland : an annotated review of the occurrences of liverworts and mosses in the Irish vice-counties based mainly on the records of the British Bryological Society. Hrsg.: British Bryological Society. Broadleaf Books, Dinas Powys 2003, ISBN 0-9545285-0-6.
- mit Neil Lockhart und N. G. Hodgetts: Rare and threatened bryophytes of Ireland. In: National Museums Northern Ireland (Hrsg.): National Museums Northern Ireland publication. Nr. 28. Cultra, Northern Ireland 2012, ISBN 978-1-905989-35-5.
- David T. Holyoak: European Bryaceae : a guide to the species of the moss family Bryaceae in western & central Europe and Macaronesia. Newbury, Berkshire 2021, ISBN 1-913994-00-7.